# Спичрайтер

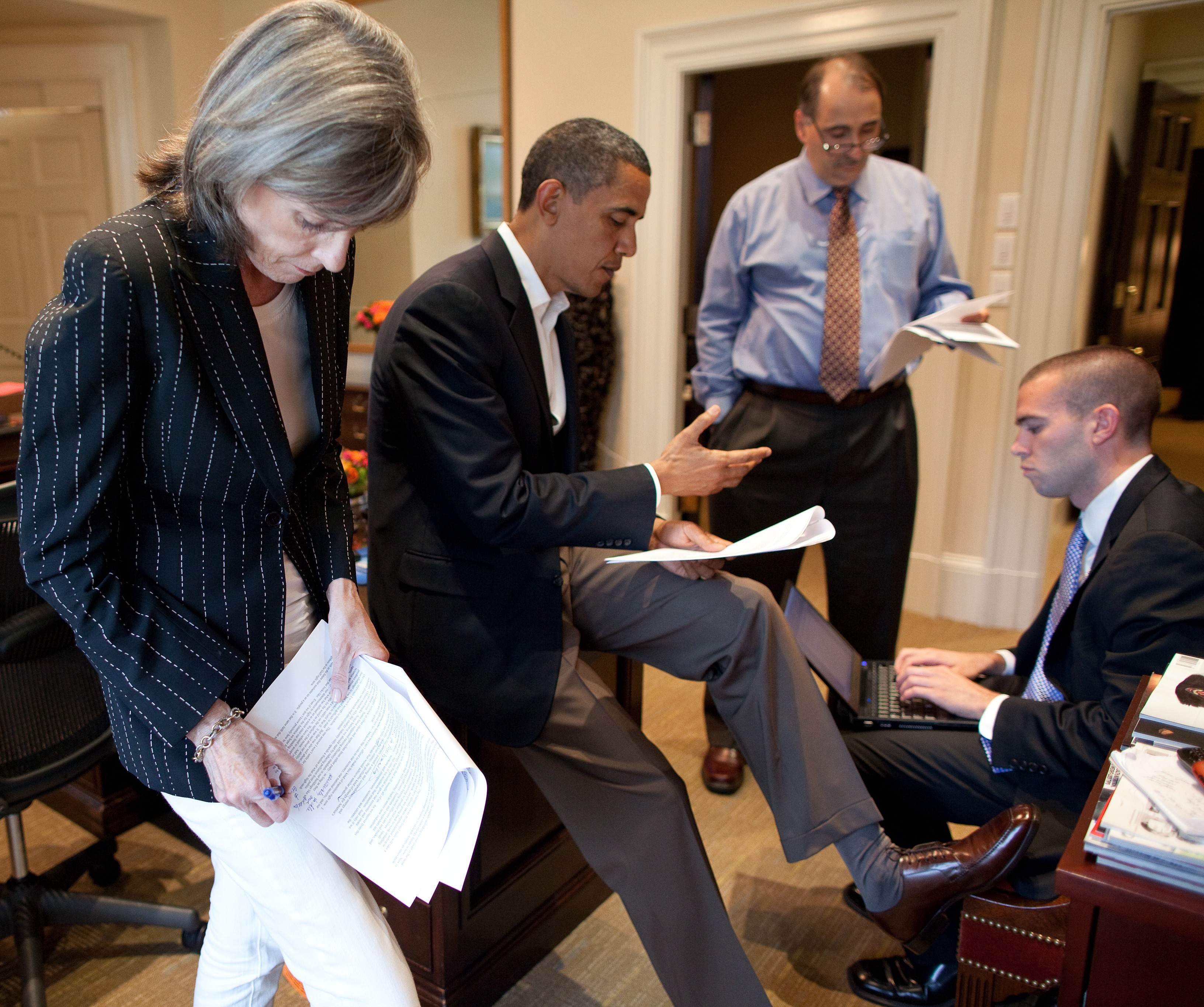
Президент США Барак Обама и его помощники Кэрол Браунер, Дэвид Аксельрод и Джон Фавро работают над речью в Овальном кабинете

Спичра́йтер (англ. speechwriter) — составитель текстов речей, выступлений для высокопоставленных лиц государства, политиков, общественных деятелей или предпринимателей.

## Термин
Спичрайтинг (англ. speechwriting — «написание речи») — подготовка и написание текстов для устных выступлений перед аудиторией. Услуги спичрайтеров особенно востребованы в социально-политических процессах общества.
Широко распространено в политических технологиях, написание текста в спичрайтинге происходит под контролем политика. При необходимости указывается, какие правки стоит внести в текст выступления, на чём сделать акцент и чему, наоборот, уделить минимум внимания при написании речи. Задача спичрайтера — передать мысли максимально интересно для аудитории, чтобы выступление запомнилось и оставило приятные впечатления.

## История профессии в СССР и России

### Спичрайтеры глав государства
Заимствованное из английского языка слово «спичрайтер» стало использоваться в России с 1990-х годов, однако до сих пор официальной должности на госслужбе с таким названием нет. Как правило, люди, которых СМИ именуют спичрайтерами, официально числятся референтами или помощниками.
Во времена Союза ССР некоторые из спичрайтеров генеральных секретарей ЦК КПСС являлись журналистами центральных партийных газет или Гостелерадио.
Доклад Никиты Хрущёва для XX съезда Коммунистической партии, обличающий культ личности Иосифа Сталина, был написан его спичрайтерами на госдаче в Волынском. На той же даче несколькими годами ранее умер Сталин.
Одним из спичрайтеров Генерального секретаря ЦК КПСС Леонида Брежнева был политический обозреватель газеты «Известия» Александр Бовин. Спичрайтерство было частью идеологической работы КПСС. Авторы текстов для руководителей страны писали свои тексты на госдачах в ближнем Подмосковье, где им приходилось работать над каждым из них неделями. Помимо текстов выступлений для партийных лидеров, спичрайтеры писали за них книги и установочные статьи для публикации на страницах «Правды» и другой центральной прессы. Тексты книг Брежнева писали профессиональные журналисты под редакцией публициста Анатолия Аграновича. Один из них — заведующий отделом писем газеты «Правда» Александр Мурзин.
При Горбачёве функции спичрайтеров изменились. Генеральный секретарь стал сам предварительно читать текст и вносить в него поправки. Спичрайтеры были членами команды и были вовлечены в политику. Один из ярких представителей — Александр Яковлев. В 1988—1991 годах спичрайтером был Алексей Пушков, будущий с 2011 года председателем Комитета Государственной Думы по международным делам.
У президента России Бориса Ельцина и председателя его правительства Виктора Черномырдина сменилось несколько спичрайтеров. Политики зачастую прибегали к экспромтам во время своих выступлений, однако в работе над текстами участия не принимали. Спичрайтеры Бориса Ельцина — Валентин Юмашев (впоследствии ставший его зятем), Андрей Вавра, Людмила Пихоя, Александр Шторх. Спичрайтеры Виктора Черномырдина — Сергей Колесников (родной брат журналиста Андрея Колесникова) и Никита Масленников.
Как признаётся Андрей Шторх, заведовавший референтурой президента Бориса Ельцина, в последние годы его президентства активное участие в редактировании текстов выступлений Ельцина принимала его дочь Татьяна Дьяченко.
При Владимире Путине и Дмитрии Медведеве спичрайтеры — это государственные служащие, чьи имена не известны широкой публике. Исключение составляет лишь один из бывших спичрайтеров Владимира Путина — Симон Кордонский (с 2004 года занимавший пост старшего референта главы государства), который активно занимается публицистикой, а также Джахан Поллыева, публикующая свои стихи. Также одним из спичрайтеров Путина во время его работы премьер-министром РФ в 2008—2010 годах являлся Аббас Галлямов.
С октября 2009 года главным спичрайтером Дмитрия Медведева является Ева Василевская, начальник референтуры президента России. Ранее она работала в пресс-службе «Газпрома».

## Книги
- Андрей Колесников «Спичрайтеры», Москва, 2007[10]